# Corryocactus melanotrichus
Corryocactus melanotrichus es una especie de planta suculenta perteneciente al género Corryocactus, dentro de la familia Cactaceae. Es endémica de Bolivia.

## Descripción

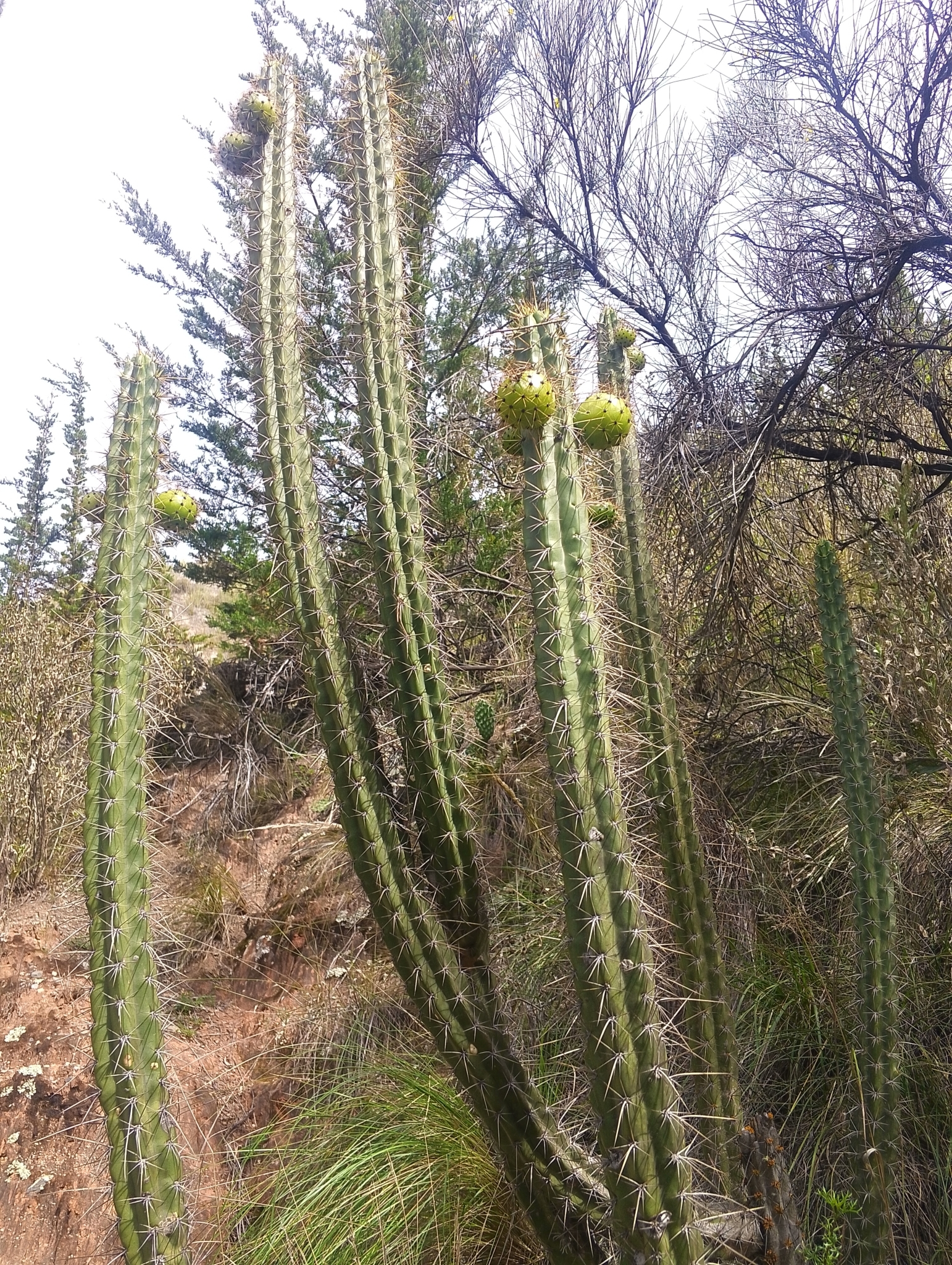
Detalle de los tallos

Corryocactus melanotrichus es una especie de cactus arbustivo que está muy ramificado desde la base, alcanzando alturas de hasta 4 m. Los tallos crecen de forma vertical, tienen la epidermis de color verde amarillenta y miden hasta 6 cm de diámetro.
Presentan de 7 a 9 costillas sobre las que se asientan areolas con espinas subuladas y desiguales. Inicialmente son de color amarillo claro a marrón y luego se vuelven grises con la edad. Miden de 0,7 a 2 cm de largo y aunque no se pueden distinguir en espinas centrales y periféricas, alguna de ellas llega a medir hasta 3 cm de longitud. 

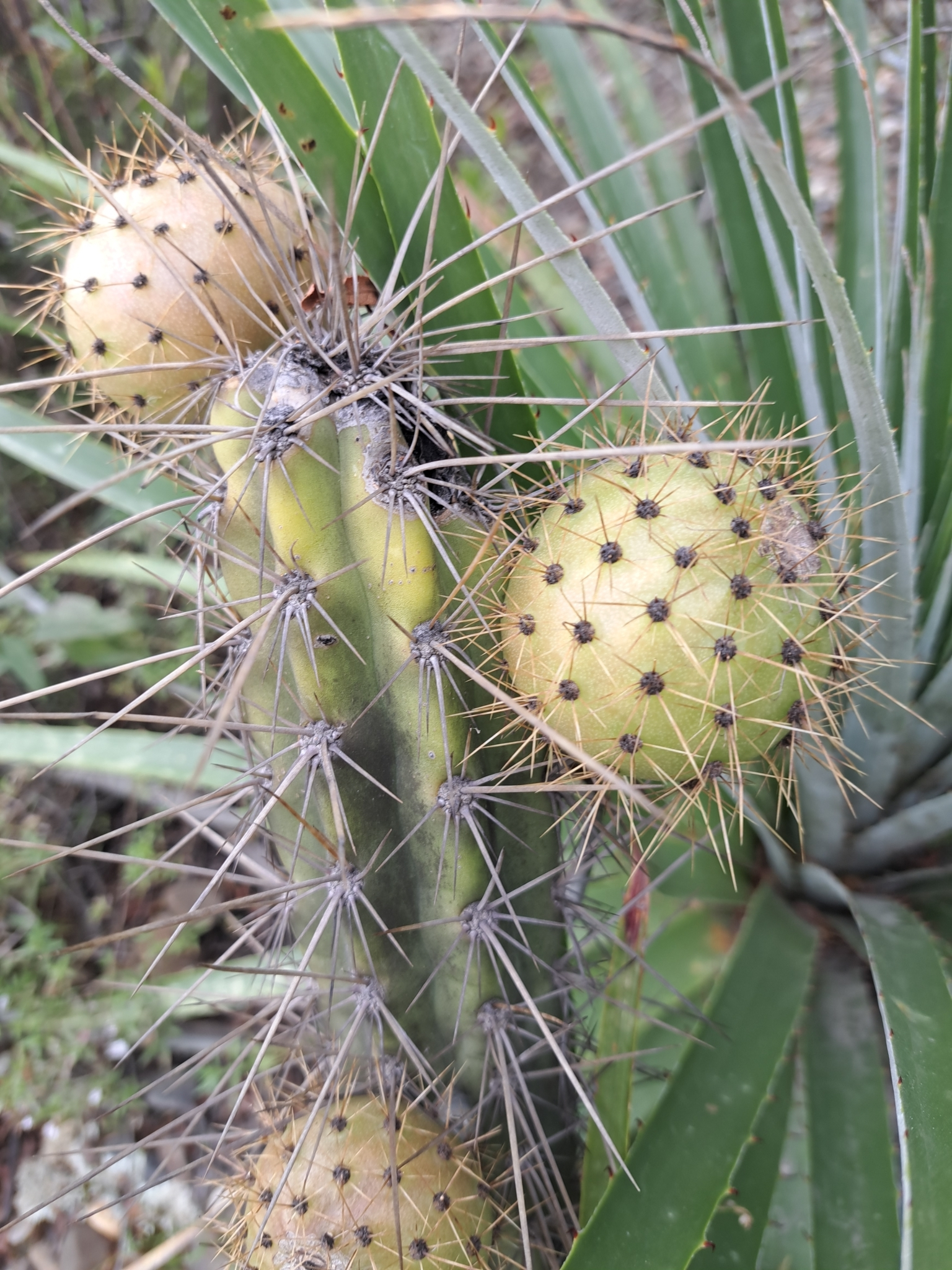
Detalle del fruto

Las flores son ligeramente moradas, miden hasta 5 cm de largo y tienen un diámetro de 6 cm. Los frutos son esféricos y de consistencia blanda. Son espinosos y alcanzan un diámetro de hasta 6 cm.

## Distribución y hábitat

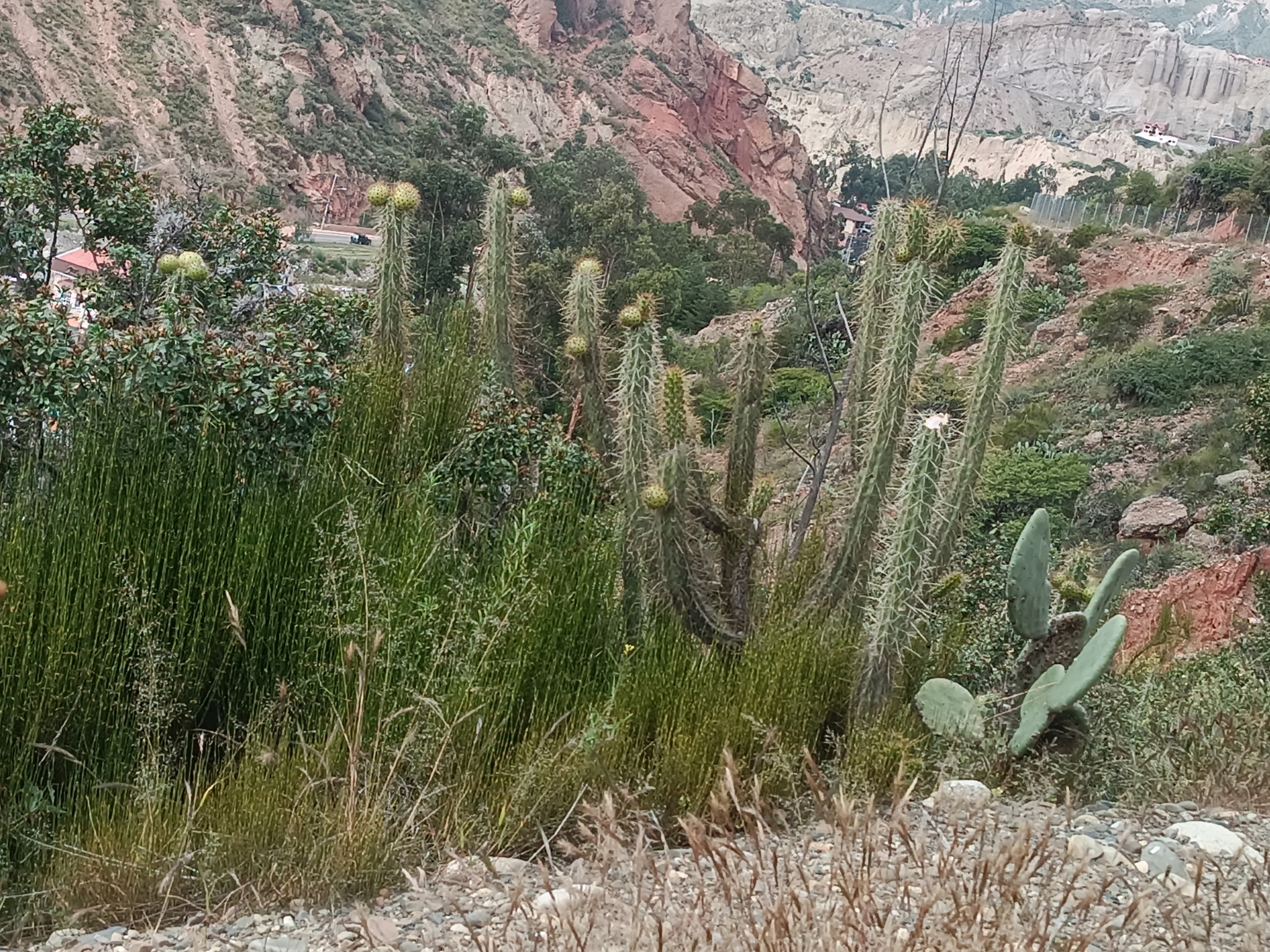
En su hábitat

El área de distribución nativa de esta especie es Bolivia, concretamente por los departamentos de La Paz, Chuquisaca, Cochabamba, Oruro y Tarija. Crece principalmente en biomas desérticos o de matorral seco, en laderas situadas entre los 2100 y 3600 metros de altitud.

## Taxonomía
La primera descripción de esta especie fue como Cereus melanotrichus, publicada en 1895 por el botánico alemán Karl Moritz Schumann en la revista científica Memoirs of the Torrey Botanical Club 4: 208.
Posteriormente, los botánicos estadounidenses Nathaniel Lord Britton y Joseph Nelson Rose colocaron la especie en el género la especie en el género Corryocactus, pasando a llamarse Corryocactus melanotrichus y anotando estos cambios en el libro The Cactaceae; descriptions and illustrations of plants of the cactus family 2: 68 en el año 1920.
Etimología
- Corryocactus: nombre genérico otorgado en honor a Thomas Avery Corry (1862-1942), quien como ingeniero de la compañía ferroviaria peruana Ferrocarril del Sur, ayudó a descubrir las plantas. De hecho, las primeras tres especies conocidas del género crecían cerca de la recién construida vía férrea. Además, la terminación cactus es un término latino que alude a las plantas del género Cactaceae.
- melanotrichus: epíteto específico que deriva de las palabras griegas melas (que significa 'negro') y thrix (que significa 'cabello'), haciendo referencia a las areolas negras afieltradas y las cerdas negras del tubo floral de la especie.[5]

## Estado de conservación
En la Lista Roja de Especies Amenazadas de la UICN, la especie está clasificada como de “Preocupación Menor (LC)”.
La especie no presenta amenazas destacables, aunque la tala para la agricultura de subsistencia está afectando a las poblaciones.

## Usos
Se cultiva principalmente como planta ornamental y su propagación se realiza a través de esquejes o semillas.